# Nowotwory serca

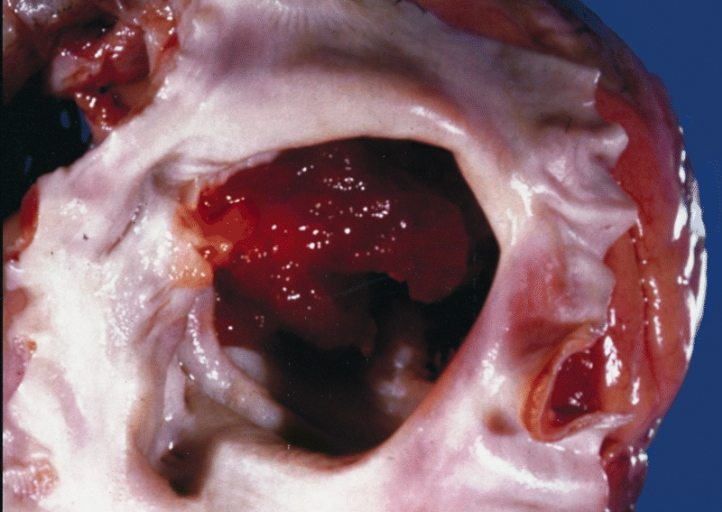
Śluzak wypełniający niemal w całości światło lewego przedsionka

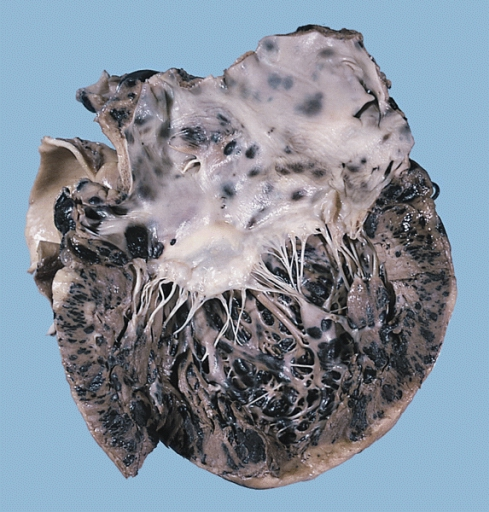
Masywne przerzuty czerniaka

Nowotwory serca – są to pierwotne lub przerzutowe choroby nowotworowe dotyczące serca. Są to rzadkie guzy i stwierdza się je z częstością 3:10 000 autopsji. W 75% przypadków są to nowotwory łagodne. 100 razy częstsze są przerzuty nowotworowe do serca, ale serce (zazwyczaj osierdzie) też jest rzadką lokalizacją ognisk przerzutowych, spotykaną w około 5% przerzutów.

## Etiologia
W części przypadków udowodniono podłoże genetyczne, np. w 10% przypadków śluzaki przedsionka występują rodzinnie (OMIM#255960), np. jako część obrazu zespołu Carneya (OMIM#160980). 

## Klasyfikacja
Nowotwory pierwotne:
- Nowotwory niezłośliwe:
  - śluzak
  - włókniak brodawkowaty
  - włókniak
  - tłuszczak
  - mięśniak prążkowanokomórkowy
- Nowotwory złośliwe:
  - mięsak naczyniakowaty
  - mięsak prążkowanokomórkowy
  - chłoniak

Przerzuty nowotworowe oraz bezpośredni naciek:
- rak płuca
  - gruczolakorak (14,6%)
  - rak płaskonabłonkowy (11,8%)
  - rak drobnokomórkowy (12,4%)
  - rak wielkokomórkowy
- międzybłoniak opłucnej (9,4%)
- rak sutka (10%)
- chłoniaki i białaczki (10,1%)
- rak żołądka (4,4%)
- rak trzustki (3,5%)
- czerniak złośliwy (3,3%)
- rak nerki (3,2%)
- rak jelita grubego (2%)
- rak jajnika (1,5%)
- rak gruczołu krokowego (1,2%)
- rak wątrobowokomórkowy (1%).

## Leczenie
Leczenie jest operacyjne.